# Bay Point
Bay Point är en ort (CDP) i Contra Costa County, i delstaten Kalifornien, USA. Enligt United States Census Bureau har orten en folkmängd på 21 349 invånare (2010) och en landarea på 17 km².